# Lomec (Úmonín)
Lomec (německy Groß Lometz) je vesnice, část obce Úmonín v okrese Kutná Hora. Nachází se asi dva kilometry jihovýchodně od Úmonína. Lomec leží v katastrálním území Lomec u Úmonína o rozloze 3,66 km². V katastrálním území Lomec u Úmonína leží i Lomeček.

## Historie
První písemná zmínka o vesnici pochází z roku 1385.

## Pamětihodnosti
- Venkovská usedlost čp. 8[4]
- Tři křížky. První se nachází při příjezdu od Úmonína hned na kraji obce, vpravo od silnice. U tohoto křížku vede odbočka (polní cesta) i na opačnou stranu silnice, asi 300 metrů východně od obce, mezi stromy, leží druhý křížek. Třetí křížek je na opačné straně obce, pod lesem nedaleko od cesty, která poté vede do malé chatové osady a ke Karáskovu mlýnu a rybníku Karásek.
- V katastrálním území Lomec u Úmonína se nachází pozůstatky tří středověkých objektů. Všechny leží na ostrožnách nad levým břehem Medenického potoka:[5][6][7]
  - Tvrziště Lomec se nachází nejblíže obci Lomec (asi 500 metrů od středu obce), na prvním skalním ostrohu pod Lomcem, víceméně nad ústím Lomeckého potůčků do Medenického potoka.
  - Terénní zbytky třebonínského hrádku se nachází asi jeden kilometr východně od Lomce. Předpokládá se, že lokalita byla osídlena ve třináctém až čtrnáctém století.[8]
  - Slovanské hradiště označované jako Hrádek u Třebonína se nachází asi 500 západně od Třebonína. Vybudováno bylo snad ve dvanáctém století.[9]

## Fotogalerie

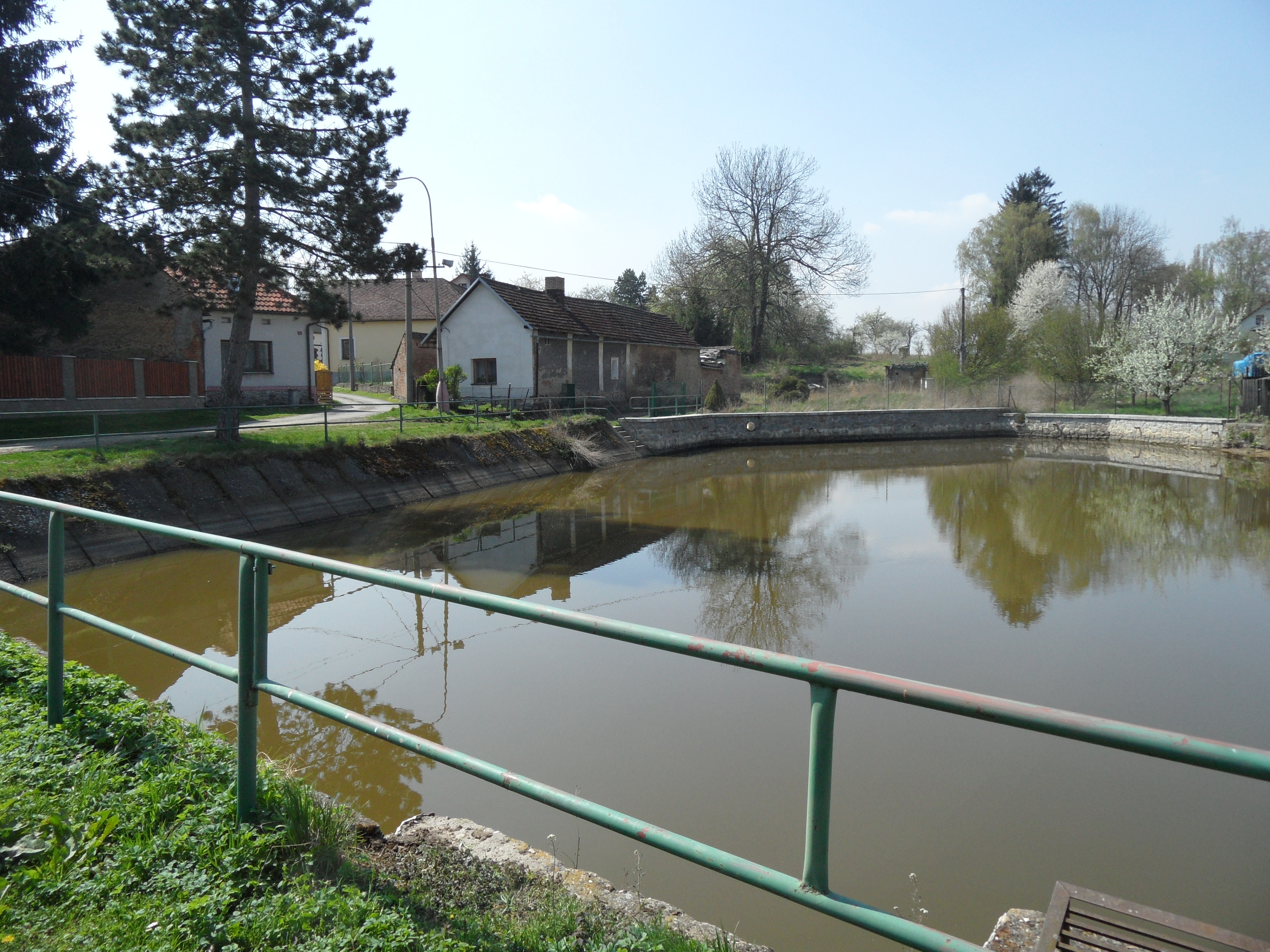
Rybníček v centru obce
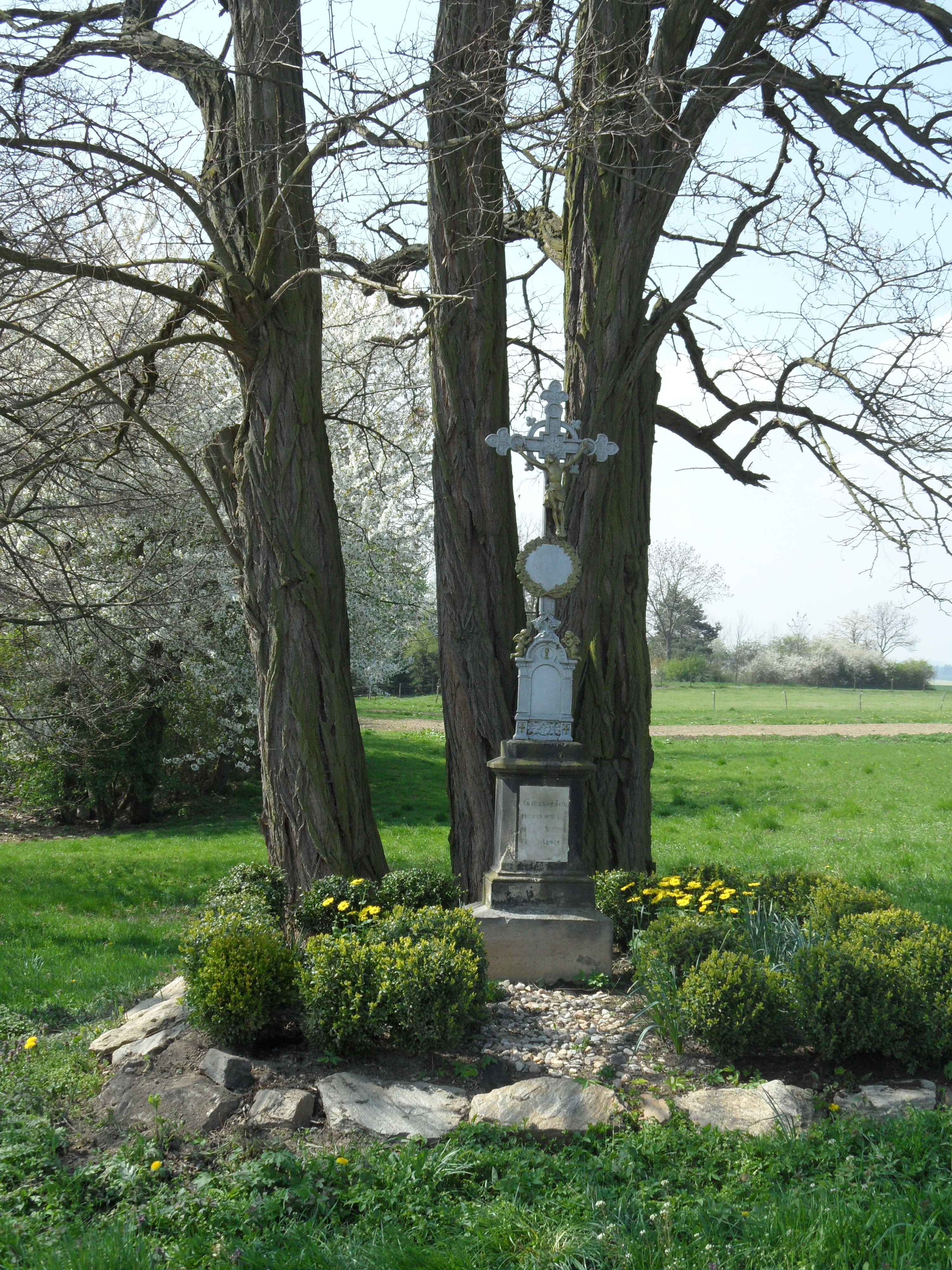
Křížek u silnice od Úmonína
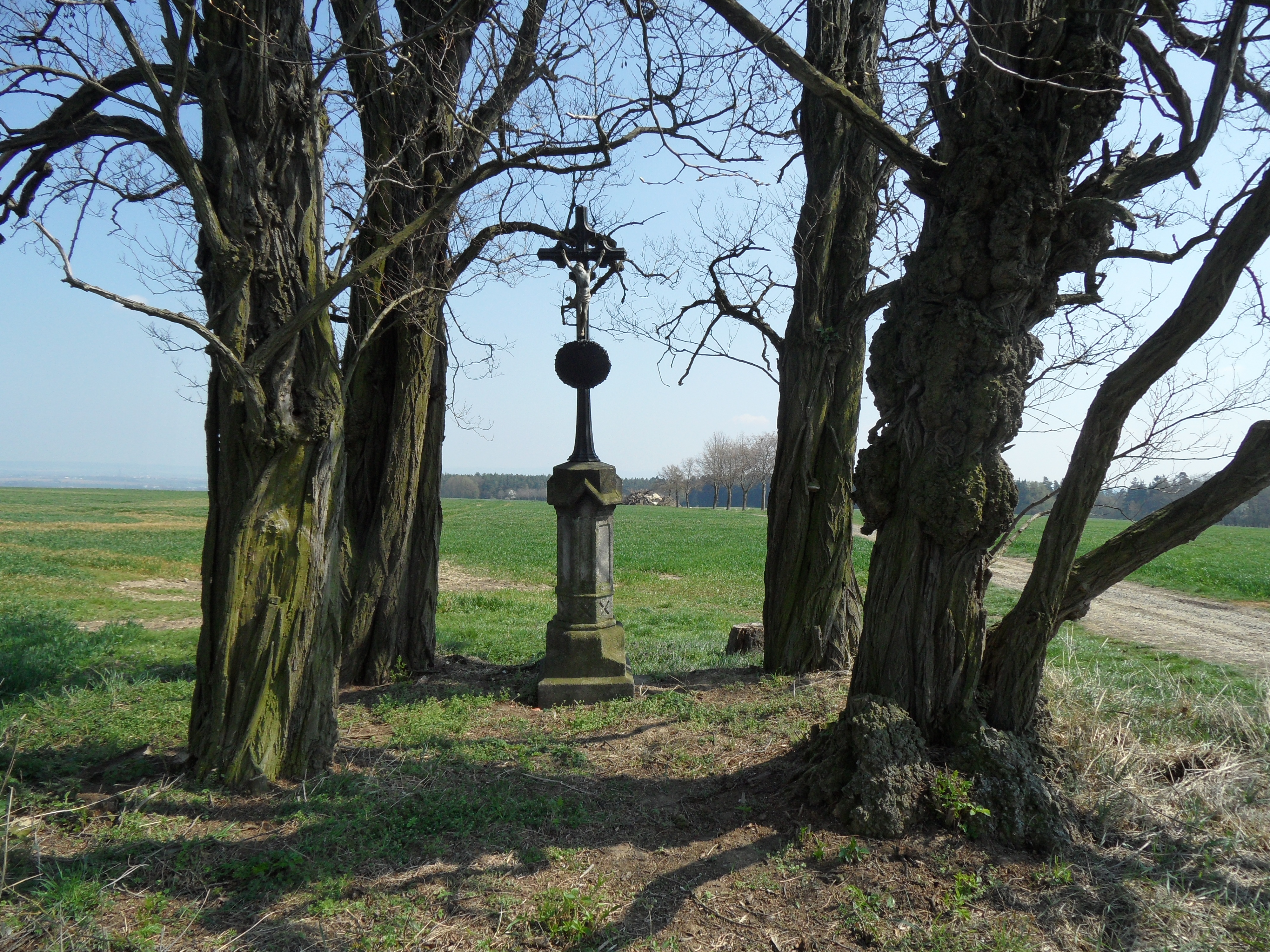
Křížek mezi stromy
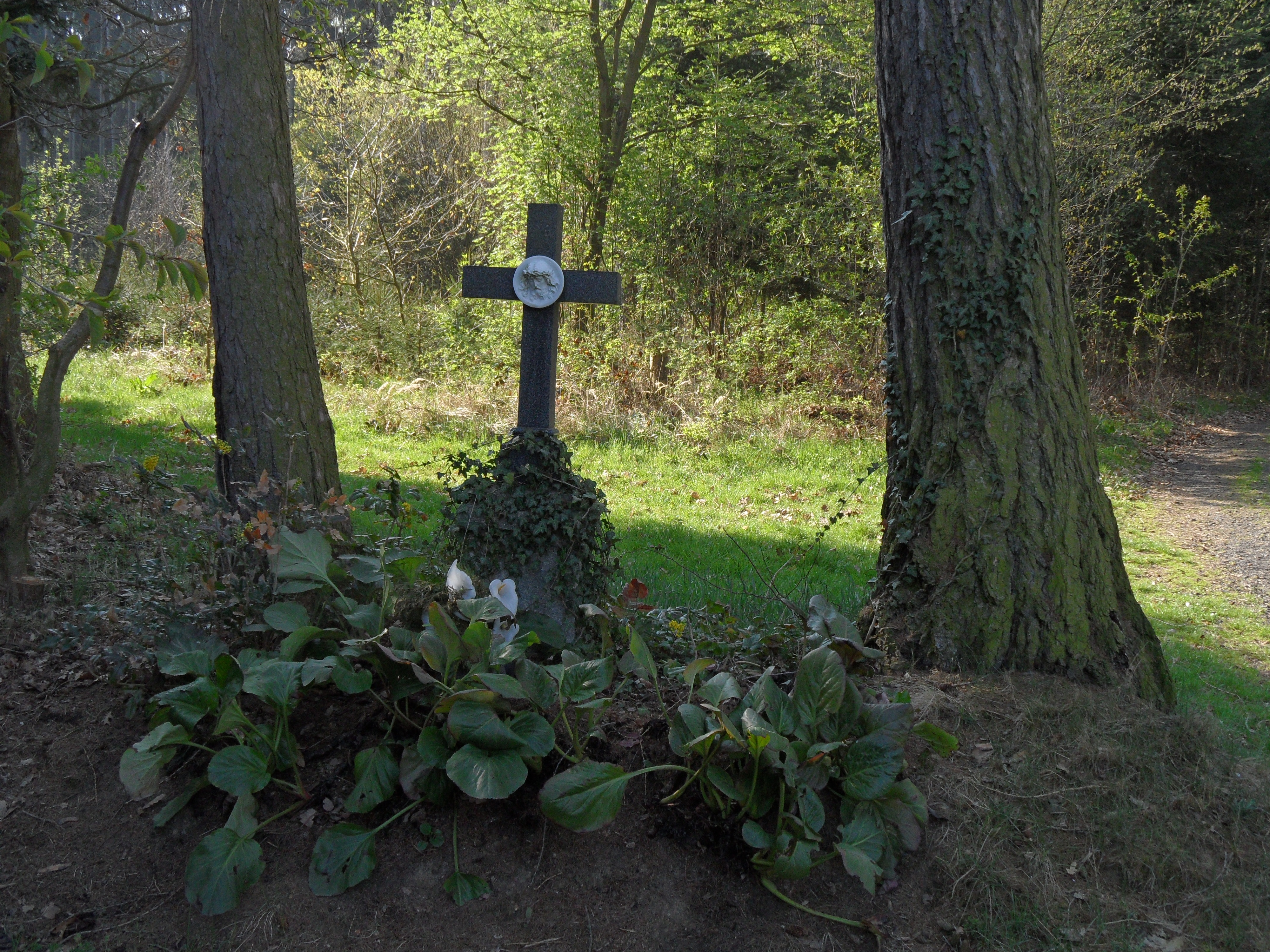
Křížek pod lesem